# Nygatan 6

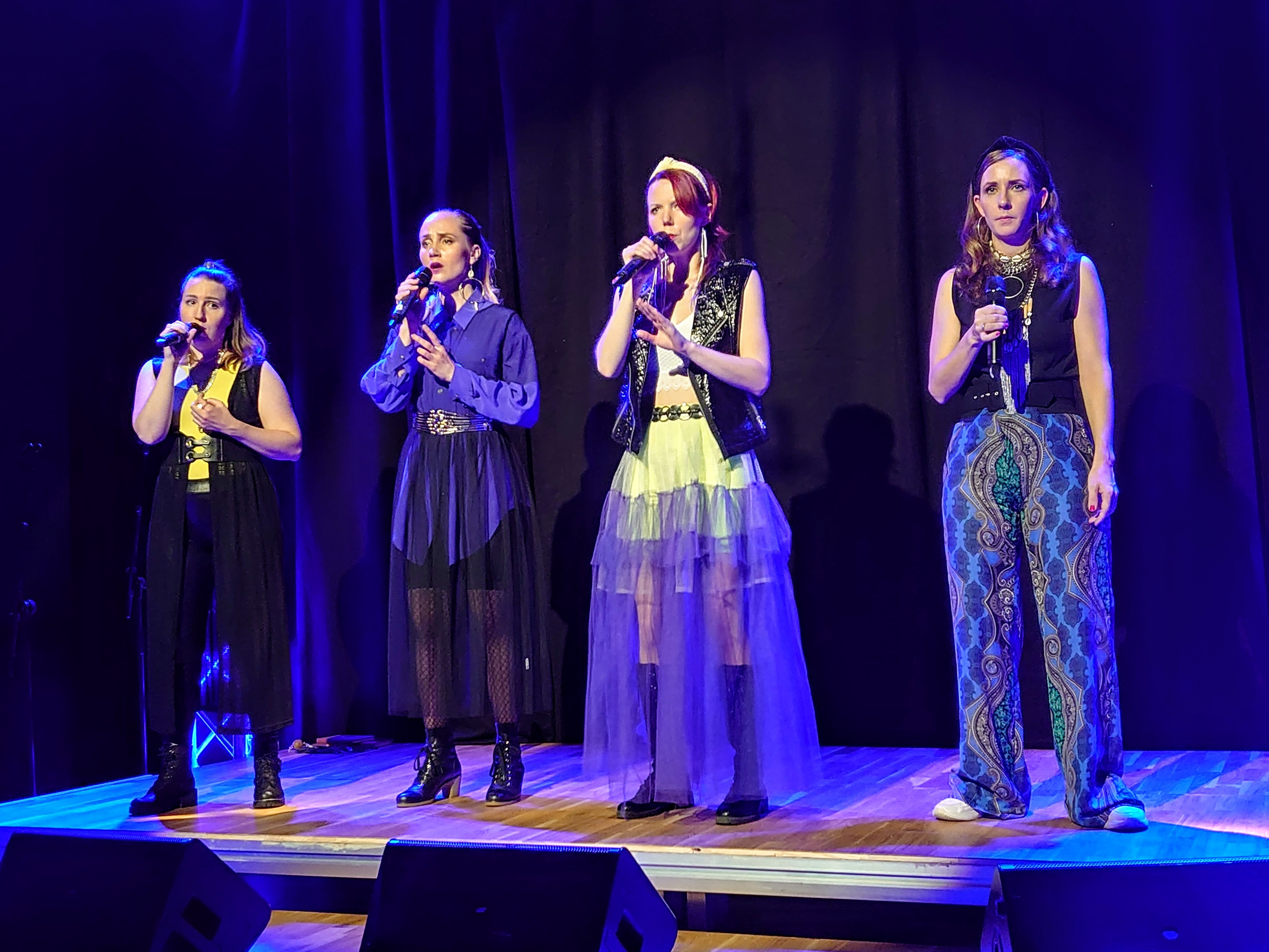
Vokalgruppen Tuuletar på Nygatan 6, 2021.

Nygatan 6 är ett konserthus på Nygatan 6 i Växjö och sedan 2020 kammarorkestern Musica Vitaes hemmascen. Verksamhetschef sedan 2022 är Emily Tatlow.

## Historia
På 1750-talet uppfördes gård på platsen och i början av 1800-talet en ny huvudbyggnad, som brann ner 1810. Den nuvarande byggnaden uppfördes 1811 och är det äldsta huset i kvarteret Gripen. Huset kallas även Baumgartenska gården, eftersom det ägdes av medlemmar av familjen von Baumgarten från 1850-talet till 1897. Huset fungerade som folkets hus 1922–1930 och överläts därefter av Växjö stad till Växjö pastorat. I mitten av 2010-talet hade ett nytt domkyrkocentrum färdigställts i Växjö och därmed upphörde den kyrkliga verksamheten på Nygatan 6.
Fram till 2018 fanns det planer på att Nygatan 6 skulle byggas om till lägenhetshus, men den planerade ombyggnationen kritiserades med hänvisning till kulturmiljön som byggnaden ingår i.
Istället beslutades det att huset skulle hyras ut till Musik i Syd. Utöver Musik i Syds medarbetare och Smålands musikarkiv skulle byggnaden även omfatta konsertsal och övningslokaler till kammarorkestern Musica Vitae, som vid tiden hade en provisorisk hemmascen i Utvandrarnas hus. Efter en renovering flyttade verksamheterna in under 2020.